# Zbigniew Chodyła
Zbigniew Chodyła (ur. 24 kwietnia 1937 w Godziszach Wielkich, zm. 1992) – polski działacz partyjny i państwowy, w latach 1975–1979 wojewoda kaliski, poseł na Sejm PRL VIII kadencji (1980–1981).

## Życiorys
Syn Wincentego i Jadwigi. W latach 1954–1958 pracował na fermie kurczaków, następnie (od 1958 do 1960) zarządzał handlem mięsnym w Kaliszu. Należał do Związku Młodzieży Socjalistycznej i Związku Młodzieży Polskiej. Ukończył studia prawnicze na Uniwersytecie im. Adama Mickiewicza w Poznaniu. W 1961 przystąpił do Polskiej Zjednoczonej Partii Robotniczej. Od 1964 do 1965 był instruktorem w Komitecie Powiatowym partii w Kaliszu, a w 1969 członkiem egzekutywy Komitetu Miejskiego PZPR w Kaliszu, gdzie w latach 1969–1971 pełnił funkcję sekretarza ds. organizacyjnych, a od 1971 do 1973 I sekretarza (następnie objął tę funkcję w Komitecie Miasta i Powiatu). Od 1972 do 1973 był zastępcą członka, a w latach 1973–1975 członkiem Komitetu Wojewódzkiego partii w Poznaniu. Był też zastępcą członka Komitetu Centralnego PZPR, a od 30 marca 1979 do 13 października 1980 I sekretarzem KW partii w Kaliszu.
W 1975 został mianowany wojewodą kaliskim, którym był do 1979. Następnie od kwietnia 1979 do grudnia 1980 sprawował funkcję przewodniczącego Prezydium Wojewódzkiej Rady Narodowej w Kaliszu. W 1980 uzyskał mandat posła na Sejm PRL VIII kadencji w okręgu Kalisz. Zasiadał w Komisji Spraw Zagranicznych. W lipcu 1981 zrzekł się mandatu.

## Odznaczenia
- Krzyż Kawalerski Orderu Odrodzenia Polski
- Brązowy Krzyż Zasługi
- Złote Odznaczenie im. Janka Krasickiego
- Srebrna Odznaka im. Janka Krasickiego
- Odznaka Honorowa „Za rozwój województwa poznańskiego”